# Serres-Gaston

Serres-Gaston este o comună în departamentul Landes din sud-vestul Franței. În 2009 avea o populație de 358 de locuitori.

## Evoluția populației
| An        | 1975 | 1982 | 1990 | 1999 | 2006 | 2009 |
| --------- | ---- | ---- | ---- | ---- | ---- | ---- |
| Populație | 316  | 320  | 328  | 340  | 345  | 358  |